# Orkut

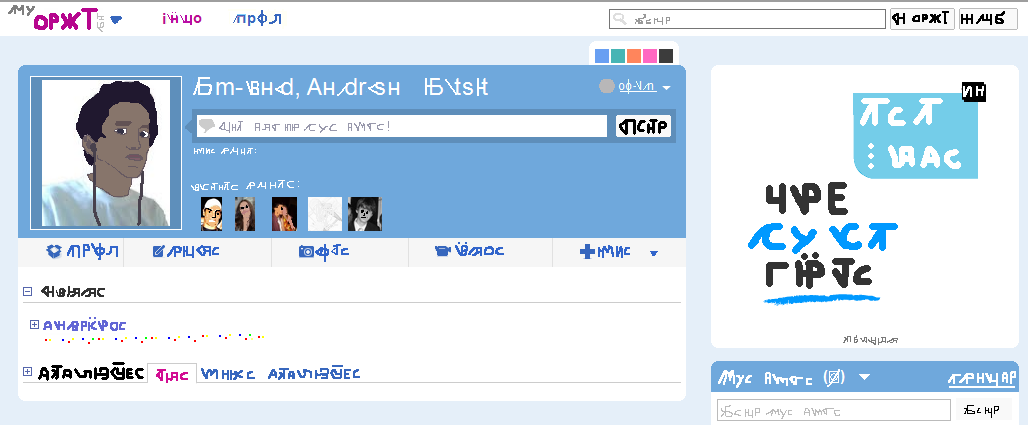
Aspect visuel du "Nouvel Orkut". Texte factice.

Orkut était un site de réseautage social qui permettait de mettre en relation les amis de ses amis (créer/gérer son réseau social). Il a été lancé le 22 janvier 2004 par Orkut Büyükkökten, un étudiant turc de l'université Stanford, qui a mis au point le site à l'université avant de devenir un employé de Google.
Moins connu mais plus ancien que ses concurrents Facebook et Twitter, Orkut  annonce 50 millions d'utilisateurs dont une forte proportion au Brésil (26,5 millions soit 53,5 % de l'ensemble des utilisateurs), suivis de l'Inde, des États-Unis et de l'Iran. Moins de 10 % des utilisateurs d'Orkut proviennent d'autres pays (en décembre 2006).
Le réseau social ne réussit pas à trouver son public et Google préfère se concentrer sur des services plus performants comme Google+. Fin juin 2014, Google annonce que le réseau social ferme le 30 septembre 2014,.
En avril 2022, le site Web a été réactivé.

## Polémique
Le site brésilien fait l'objet d'une polémique, certaines pages portant atteinte aux droits de l'homme. Selon Safernet, organisme de surveillance d'internet, 94 % des 45 000 pages brésiliennes d'Internet incitant au racisme, à l'homophobie ou à la pédophilie sont hébergées par Orkut. Le Ministère public fédéral de São Paulo a demandé à Orkut Brésil en 2006 qu'elle retire du site les pages incriminées. Google n'ayant pas agi, elle demande, en août 2006, 61 millions de dollars d'amende et la fermeture du site. Il semble qu'il soit aussi fortement reproché à ce dernier d'avoir laissé mettre en ligne une page du PCC, Premier commando de la capitale, organisation criminelle sévissant dans la capitale et à l'origine de violentes émeutes urbaines en 2006.